# Danielle Collins
Danielle Rose Collins (n. 13 decembrie 1993, Saint Petersburg, Florida, SUA) este o jucătoare profesionistă de tenis din Statele Unite ale Americii, semifinalistă la Australian Open în 2019. Cea mai bună clasare a carierei a fost locul 8 mondial la simplu, la 4 aprilie 2022, și nr. 86 la dublu la 2 martie 2020.  Collins a câștigat trei titluri la simplu în circuitul WTA, la Miami Open 2024, turneu de nivel WTA 1000, Silicon Valley Classic 2021 și Palermo Open 2021, precum și un titlu WTA 500 la dublu, la Charleston Open 2023, alături de Desirae Krawczyk. A ajuns într-o finală majoră de simplu la Australian Open 2022. 
Collins a disputat finala Cupei Fed în 2018 alături de echipa Statelor Unite, pierdută în fața Republicii Cehe.

## Legături externe
- Danielle Collins la Women's Tennis Association
- Danielle Collins la International Tennis Federation
- Danielle Collins pe site-ul Fed Cup
- O jucătoare de tenis, numită „pramatie” de comentator după ce le-a arătat fundul spectatorilor la Australian Open, adevarul.ro